# Isola (Alpes-Maritimes)
Pour les articles homonymes, voir Isola.
Isola (en vivaro-alpin Líusola selon la norme classique ou Liéusoulo selon la norme mistralienne) est une commune française située dans le département des Alpes-Maritimes, en région Provence-Alpes-Côte d'Azur.
L'étymologie n'est pas transparente, sans rapport avec « isola » = « île ».
Ses habitants sont appelés les Isoliens,.

## Géographie

### Localisation
Nice se situe à 73 km au sud-est.
La station de ski d'Isola 2000 se trouve à 17 km du village d'Isola sur le territoire de la commune et est appelée ainsi en référence à son altitude.

### Géologie et relief
Le village est implanté au confluent de la Tinée et de la Guercha, à 870 mètres  d'altitude. « Torrent de la Guercha » qui, en amont, n'a pourtant qu'un affluent secondaire le « vallon de Chastillon ». C'est sans doute pour des raisons historiques et frontalières que la partie aval du vallon de Chastillon a ainsi été dénommée « Guerche ». En effet, de 1860 à 1947, le vallon de « Castiglione » (Chastillon depuis 1947) était situé en territoire italien et la frontière avec l'Italie passait alors par la partie amont de la Guerche. Pour les Français, c'est donc la Guerche (française) et non le Castiglione (italien) qui se jetait dans la Tinée. Et cette ancienne dénomination a perduré depuis - même si elle heurte la géographie - car elle relève sans doute de l'histoire.

#### Environnement
La région et en particulier le parc du Mercantour abritent des paysages montagneux remarquables et une importante biodiversité, que de nombreux touristes, promeneurs et naturalistes viennent observer ou étudier. Les élus de la commune d'Isola ont cependant décidé en 2013 de se retirer du parc naturel régional (qui existe depuis plus de 30 ans), au motif que les gardes auraient appliqué trop sévèrement la réglementation sur la protection de la nature, et parce que la population craindrait que la réglementation contraignante du cœur de parc ne s'étende à la commune.
Le bassin versant d'Isola est étudié par l'IRSN car touché par les retombées du nuage de Tchernobyl.
Des prairies d'altitude contiennent encore des taux élevés de 137Cs. La « contamination des produits de la chaîne alimentaire alpine (lait, fromage, champignons, baies et gibier) » a été évaluée : les produits consommés par l'homme (ou des animaux tels que le sanglier) sont les champignons (273 à 1165 Bq par kg de champignons frais) et les myrtilles (5‐140 Bq par kg de myrtilles fraiches), avec des variations saisonnières.
La radioactivité mesurées dans le muscle de quelques espèces de gibier pour le césium était en 1999-2002 jugée par l'IRSN « faible », « en regard de la contamination du milieu » ; c'est-à-dire bien moins élevée que celle de l'environnement dans les "points chauds" (ou « points de concentration » où 13 à 15 ans après le passage du nuage, jusqu'à 800B q.kg‐1 d'herbe fraiche ont été mesurés). Ailleurs, des accumulations de radionucléïdes ont été trouvés aux pieds de dalles rocheuses ou dans les "dépressions" naturelles de montagne et de forêt de montagne) : À Isola et dans son bassin versant, pour les échantillons mesurés de viande de cerf, chamois et mouflons, le muscle était peu radioactif (quelques Bq.kg ‐1 de viande fraiche), mais plus importante chez le sanglier (qui apprécie les champignons). Le lait de vache (13 à 15 ans après l'accident de Tchernobyl contenait de 1,3 à 6,2 Bq.L-1, « parmi les plus élevées de France », probablement dues à « la forte activité moyenne de l‘herbe des alpages (137Cs ∓50 Bq.kg‐1) ».
L'herbivorie n'expliquerait qu'une partie de la variabilité du lait. Le 137Cs contribue pour 40 % au débit de dose ambiant « mais la  dose associée à un passage ou un séjour de quelques heures sur les points de concentration est faible (quelques micro sieverts) »; Selon l'IRSN, la « cueillette comportant quelques champignons prélevés sur des points de concentration » est le scénario présentant le risque le plus élevé pour l'homme (« 10 à 100 µSv »).

### Catastrophes naturelles - Sismicité
Le 2 octobre 2020, de nombreux villages des diverses vallées des Alpes-Maritimes (Breil-sur-Roya, Fontan, Roquebillière, St-Martin-Vésubie, Tende...) sont fortement impactés par un « épisode méditerranéen » de grande ampleur. Certains hameaux sont restés inaccessibles jusqu'à plus d'une semaine après la catastrophe et l'électricité n'a été rétablie que vers le 20 octobre. L'arrêté du 7 octobre 2020 portant reconnaissance de l'état de catastrophe naturelle a identifié 55 communes, dont Isola, au titre des « Inondations et coulées de boue du 2 au 3 octobre 2020 ».
La commune est située dans une zone de sismicité moyenne.

### Hydrographie et eaux souterraines
Cours d'eau sur la commune ou à son aval :
- rivière la Tinée ;
- vallons de rubenta, de vareglio, de louch, de chastillon ;
- les trérious ;
- ruisseaux du bausset ;
- Riou merlier, Riou chaunis[14] ;
- torrent de la Guercha.

Isola dispose de deux stations d'épuration :
- Isola village, d'une capacité de 1 600 équivalent-habitants[15] ;
- Isola 2000, d'une capacité de 8 000 équivalent-habitants[16].

### Climat
Pour des articles plus généraux, voir Climat de Provence-Alpes-Côte d'Azur et Climat des Alpes-Maritimes.
En 2010, le climat de la commune est de type climat de montagne, selon une étude du Centre national de la recherche scientifique s'appuyant sur une série de données couvrant la période 1971-2000. En 2020, Météo-France publie une typologie des climats de la France métropolitaine dans laquelle la commune est exposée à un climat de montagne ou de marges de montagne et est dans une zone de transition entre les régions climatiques « Var, Alpes-Maritimes  » et « Alpes du sud ».
Pour la période 1971-2000, la température annuelle moyenne est de 10,3 °C, avec une amplitude thermique annuelle de 16,3 °C. Le cumul annuel moyen de précipitations est de 1 088 mm, avec 5,7 jours de précipitations en janvier et 6,7 jours en juillet. Pour la période 1991-2020, la température moyenne annuelle observée sur la station météorologique installée sur la commune est de 3,8 °C et le cumul annuel moyen de précipitations est de 1 250,4 mm. 
La température maximale relevée sur cette station est de 29,4 °C, atteinte le 18 juillet 2023 ; la température minimale est de −24 °C, atteinte le 4 février 1978,,.
| Mois                                  | jan.         | fév.           | mars         | avril          | mai            | juin          | jui.          | août          | sep.          | oct.          | nov.           | déc.           | année     |
| ------------------------------------- | ------------ | -------------- | ------------ | -------------- | -------------- | ------------- | ------------- | ------------- | ------------- | ------------- | -------------- | -------------- | --------- |
| Température minimale moyenne (°C)     | −8,5         | −8,8           | −5,9         | −2,8           | 1,4            | 5,1           | 7,3           | 7,2           | 3,5           | 0,4           | −3,9           | −7,1           | −1        |
| Température moyenne (°C)              | −4           | −3,6           | −0,6         | 1,8            | 6,2            | 10,3          | 13            | 12,9          | 8,5           | 4,8           | −0,1           | −3,3           | 3,8       |
| Température maximale moyenne (°C)     | 0,4          | 1,7            | 4,6          | 6,4            | 11             | 15,5          | 18,6          | 18,6          | 13,5          | 9,2           | 3,6            | 0,5            | 8,6       |
| Record de froid (°C) date du record   | −20 30.01.04 | −24 04.02.1978 | −22 01.03.05 | −15 14.04.1998 | −12 05.05.1991 | −5 01.06.06   | 0 20.07.11    | −1,5 31.08.10 | −5 19.09.01   | −11 26.10.03  | −19 20.11.1999 | −21,5 20.12.09 | −24 1978  |
| Record de chaleur (°C) date du record | 14 30.01.13  | 14,7 21.02.16  | 17 21.03.02  | 17 30.04.05    | 23,7 21.05.22  | 29,1 26.06.19 | 29,4 18.07.23 | 27,8 22.08.23 | 24,3 04.09.23 | 20,5 12.10.11 | 17 11.11.15    | 13 22.12.1991  | 29,4 2023 |
| Précipitations (mm)                   | 85           | 65             | 80,4         | 121,6          | 99,8           | 89,9          | 76,2          | 63,4          | 114,9         | 172,5         | 182,1          | 99,6           | 1 250,4   |

| Diagramme climatique                                  |           |             |              |           |             |             |             |              |             |              |             |
| J                                                     | F         | M           | A            | M         | J           | J           | A           | S            | O           | N            | D           |
| 0,4−8,585                                             | 1,7−8,865 | 4,6−5,980,4 | 6,4−2,8121,6 | 111,499,8 | 15,55,189,9 | 18,67,376,2 | 18,67,263,4 | 13,53,5114,9 | 9,20,4172,5 | 3,6−3,9182,1 | 0,5−7,199,6 |
| Moyennes : • Temp. maxi et mini °C • Précipitation mm |           |             |              |           |             |             |             |              |             |              |             |

Les paramètres climatiques de la commune ont été estimés pour le milieu du siècle (2041-2070) selon différents scénarios d'émission de gaz à effet de serre à partir des nouvelles projections climatiques de référence DRIAS-2020. Ils sont consultables sur un site dédié publié par Météo-France en novembre 2022.

### Voies de communications et transports

#### Voies routières
Accès par la route nationale 202, à partir du pont de la Mescla, départementale 2205.

#### Transports en commun
Transport en Provence-Alpes-Côte d'Azur
- Commune desservie par le réseau Lignes d'Azur[24].

### Communes limitrophes
| Vinadio( Italie), Saint-Étienne-de-Tinée | Vinadio( Italie)                         | Vinadio( Italie)  |
| Saint-Étienne-de-Tinée                   | Isola                                    | Valdieri( Italie) |
| Beuil                                    | Roubion, Roure,, Saint-Sauveur-sur-Tinée | Valdeblore        |

## Toponymie
Dans les archives, on trouve les noms de Leudola, en 1097, Lensola, en 1200, de Leuzolan, en 1296, Lieusola, en 1333 et 1562. C'est la déformation de cette dernière transcription par les cartographes qui aurait donné par erreur Isola au XVIIe siècle. La première transcription pourrait provenir du ligure *leu signifiant « pente herbeuse ».

## Histoire
Une opération archéologique conduite en 2018 par le Service d'Archéologie de Nice Côte d'Azur, sous la direction de Madame Lise Damotte, sur la place Vieille a permis d'identifier différentes phases d’occupation, allant de la Préhistoire récente (avec des indices de fréquentation de la fin de la Préhistoire ancienne) à l’Époque Moderne. L'implantation humaine à Isola remonte donc à une époque bien antérieure à la période pré-romaine.
À partir de la fin du XIe siècle Isola fait partie du comté de Provence. En 1384, à la mort de son suzerain, le roi Louis Ier d'Anjou comte de Provence, duc d'Anjou et roi de Naples, son fils — le roi Louis II d'Anjou — n'a que onze ans et c'est sa mère Marie de Blois qui assure la régence en ces temps troublés. Et c'est quatre ans plus tard, en 1388, que le comté de Provence est amputé de ses terres orientales dont Isola fait partie.

### Sous l'autorité de la maison de Savoie de 1388 à 1792
En 1388, Jean de Grimaldi dit « Jean de Bueil », baron de Bueil (devenu Beuil), gouverneur de Nice et sénéchal dans le comté de Provence et de Forcalquier, négocie avec Amédée VII de Savoie — comte de Savoie, d'Aoste et de Maurienne — la dédition de Nice à la maison de Savoie. Dédition dans le cadre de la division administrative des « Terres neuves de Provence » (de la maison de Savoie) — dont fait partie Isola — et que les autorités dénommeront comté de Nice à partir de 1526.
En 1702, les habitants du village rachètent leurs droits, Isola devenant ainsi une commune libre. Sa population s'élève alors à 1 080 habitants qui tirent leur subsistance de l'élevage et des châtaigneraies.

### Française de 1792 à 1814 puis encore sous l'autorité de la maison de Savoie jusqu'en 1860
Avec l'arrivée en 1792 des troupes de la France révolutionnaire, les habitants d'Isola deviennent français et le restent jusqu'en 1814 dans le cadre du nouveau département des Alpes-Maritimes créé par la Convention le 31 mars 1793.
La ville sera toutefois occupée par les Piémontais que les troupes françaises reprendront.
En 1814, la vallée de la Tinée redevient piémontaise avec tout le comté de Nice.

### À nouveau française depuis le plébiscite de 1860
En 1860 et le traité de Turin (qui suit les accords de Plombières de 1858 entre l'empereur Napoléon III et le royaume de Piémont-Sardaigne), la division administrative dénommée comté de Nice est cédée à la France hormis ses territoires du nord-est dont la partie orientale de la commune d'Isola. Au scrutin des 15 et 16 avril 1860, à Isola, sur 266 votants (pour 287 inscrits), il y a 266 votes pour le oui (soit 100 % des votants) au rattachement à la France, zéro vote pour le non et zéro abstention. Mais, de ce fait, la partie orientale de la commune - et notamment le vallon de Chastillon - demeurera jusqu'en 1947 intégrée au royaume d'Italie qui succède au royaume de Piémont-Sardaigne lors de l'unification italienne intervenue l'année suivante en 1861.
Dans les années 1930, du fait des revendications territoriales de l'Italie fasciste de Mussolini, la France décide de mettre en œuvre une puissante « ligne Maginot des Alpes » pour faire face à toute attaque italienne. Et c'est ainsi qu'au lieu-dit « Gratuse » sur la rive sud (droite) de la Tinée, face au village, est achevé en 1935 le « petit ouvrage » d'avant poste d'Isola faisant partie du sous-secteur de Mounier et du secteur des Alpes-Maritimes. Ouvrage d'infanterie construit de 1931 à 1935 par la main d'œuvre militaire (MOM) dans les abrupts rocheux de Gratuse dominant la Tinée et le village d'Isola. Ouvrage devant interdire aux attaquants italiens éventuels l'accès au village d'Isola. Et notamment l'accès par le vallon de Chastillon dont la partie aval a été dénommée « torrent de la Guerche ». L'avant-poste d'Isola comportant deux casemates camouflées et à créneaux pour mitrailleuses dont une mitrailleuse Hotchkiss 8 mm (modèle 1914) pour la casemate notée (1). Et casemate notée (3) pourvue d'un observatoire doté d'une cloche St Jacques dont le dernier élément a été remplacé par une casquette en béton. L'ouvrage - prévu pour être armé de deux F.M. et de deux mitrailleuses - pouvait avoir un effectif de 32 hommes avec 5 sous officiers et 27 soldats. Depuis les années 1990, l'ouvrage - propriété de la commune d'Isola - abrite par convention une station d'observation sismologique du CNRS.

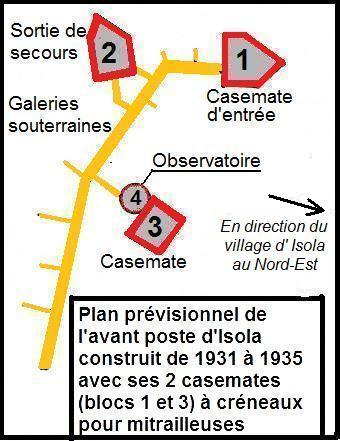
Plan prévisionnel de l'ouvrage.
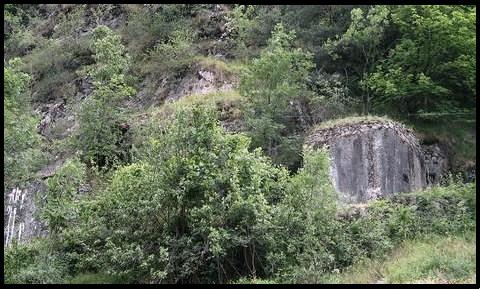
Ouvrage intégré dans la paroi.
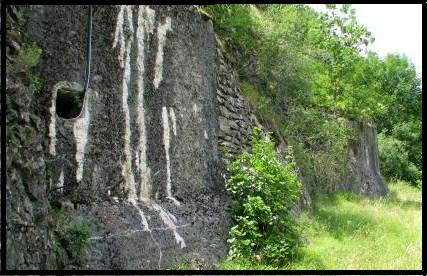
Vue rapprochée de l'ouvrage.
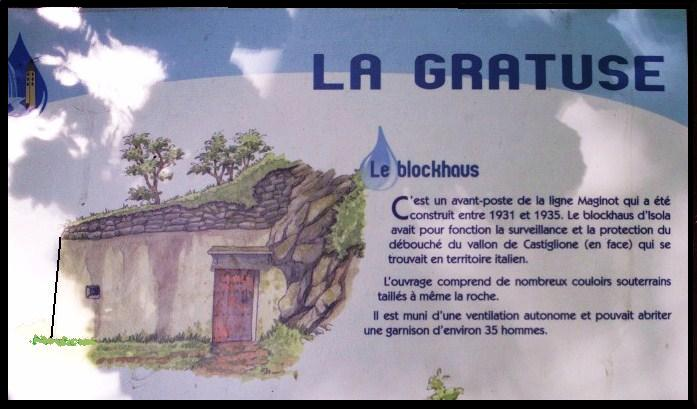
Panneau indicatif de l'ouvrage.

### Au cours de la Seconde Guerre mondiale de 1939 à 1945

#### Période du 3 septembre 1939 au 10 juin 1940
À la déclaration de guerre de la France et du Royaume-Uni contre l'Allemagne nazie le 3 septembre 1939, les hommes d'Isola en âge de se battre sont déjà mobilisés et depuis le 23 août pour les réservistes. Ceux d'entre eux qui le sont dans l'armée des Alpes - notamment dans la zone frontalière - vont être remarquablement entraînés et, bien que très inférieurs en nombre, feront face avec succès aux attaques italiennes. Les autres, au contraire, vont participer pendant huit longs mois à une drôle de guerre éprouvante psychologiquement. Et cela avant qu'Hitler ne déclenche le 10 mai 1940 sa guerre éclair » en ayant à la fois la maîtrise du ciel avec ses terrifiants stukas et la maîtrise de l'offensive terrestre avec ses dix divisions blindées (panzerdivision) passant par le massif des Ardennes non protégé par la ligne Maginot car réputé « infranchissable par les blindés » (sic) selon l'État-major français.

#### Période de guerre locale du 10 au 25 juin 1940
Le 10 juin 1940 en soirée, un mois après l'Allemagne de Hitler, l'Italie de Mussolini déclare la guerre à la France et au Royaume-Uni. Une guerre qui ne durera que du 10 au 25 juin 1940 au matin et qui se manifeste, le 10 juin, par l'évacuation des habitants d'Isola et la destruction préventive du pont sur la Guerche à minuit. 462 habitants d'Isola seront ainsi évacués sur Annot. Une partie du bétail des fermes abandonnées et des commerces du village déserté seront d'ailleurs « prélevés » par les militaires français qui assureront ainsi leur ravitaillement. Le 11 juin, la section d'éclaireurs-skieurs (SES) du 23e BCA (bataillon de chasseurs alpins) regagne sa position de Cuzon dominant la Tinée et le vallon de Chastillon. L'autre SES (du 60e BCA) ayant son emplacement à Louch.
Dans le secteur d'Isola, les Italiens n'enclenchent les hostilités qu'à partir du 20 juin : « Les attaques de la division Livorno sur Isola échouent devant la riposte de nos SES (sections d'éclaireurs-skieurs) des 23e et 60e BCA épaulés par notre artillerie tirant dans le vallon de Chastillon » notamment à partir de Louch. Trois jours après, le 23 juin, les militaires italiens - avec « un bataillon du 33e régiment d'infanterie qui descend sur Le Planet à partir du Pas de Colle Longa et un bataillon du 34e régiment d'infanterie qui descend du mont St Sauveur - menacent Isola, d'où le repli de la SES du 23e BCA (français) ». Repli effectué par le village d'Isola désert puis par la passerelle sur la Tinée jusqu'aux granges de Pra Soubeyran après avoir riposté au fusil mitrailleur (F.M.) pour faire taire les armes automatiques des militaires italiens postés dans les châtaigniers bordant Isola à la sortie du goulet de la Guerche. « Les deux lieutenants commandant les SES des 23e et 60e BCA envoient de petits détachements munis de F.M. jusqu'à l'aplomb du pont St Honoré avec pour mission de tirer en rafales en des points échelonnés, ruse grossière qui réussit puisque les éclaireurs-skieurs ne recevront plus que des tirs d'artillerie ». Le 24 juin, « de part et d'autre de la Tinée, on assiste à un échange de tirs continus entre le pont St Honoré et le Tolondet (en amont sur le vallon de Roya), les assaillants italiens étant contenus au-delà de la rive gauche (nord) de la Tinée ».
L'armistice signé le 24 juin à Rome entre la France de Pétain et l'Italie de Mussolini doit prendre effet à la première heure du 25 juin, les officiers devant alors fixer sur place la ligne d'armistice. Mais, en violation de l'armistice, les militaires italiens poursuivent leurs attaques dans la vallée de la Tinée notamment dans le secteur du vallon de Roya. « A Isola, les lieutenants Ruby et Portelatine descendent du plateau de Louch pour négocier avec les officiers italiens le tracé de la ligne d'armistice... Ceux-ci veulent occuper le village. Nous nous y opposons formellement en menaçant même de reprendre les hostilités. Ils cèdent et resteront dans l'angle nord-est » entre le torrent de la Guercha à l'ouest et la Tinée au sud. Plus généralement, « le tracé défini avec le « commandante » Alessi et le capitaine D'Angelo du 33e R.I. passe par le balcon de Cuzon, le mont Palestre et le vallon de Sas, la route restant libre entre le pont Saint-Honoré et Isola ». Le village d'Isola reste ainsi en territoire français - et en zone non occupée (dite « zone libre ») jusqu'au 11 novembre 1942 - mais, de fait, la nouvelle frontière avec l'Italie passe maintenant par cette ligne d'armistice et cela durera jusqu'en 1947.
L'avant-poste d'Isola a donc victorieusement participé à une réalité qui mérite d'être connue : sous le commandement du général OLRY, l'armée des Alpes est invaincue et a même arrêté les blindés allemands en Savoie.

#### Occupation puis libération
Durant la période du 25 juin 1940 au 11 novembre 1942, le village d'Isola est certes en zone non occupée militairement mais il est maintenant en limite sud de la nouvelle frontière avec l'Italie de Mussolini qui, de fait, se situe sur la ligne d'armistice.
La période du 11 novembre 1942 au 8 septembre 1943. Le 11 novembre 1942, les forces armées italiennes occupent presque tout le Sud-Est de la France - et donc Isola - tandis que les forces armées allemandes occupent tout le reste du territoire français non encore occupé par elles.
La période du 8 septembre 1943 à la Libération d'août 1944. Le 8 septembre 1943, à la suite de la capitulation de l'Italie envahie par les Alliés, les forces armées italiennes sont brutalement remplacées par les militaires allemands y compris donc dans la vallée de la Tinée.
La libération du territoire d'isola en 1944 et 1945.

#### Traité de Paris de 1947
Après le second conflit mondial, le traité de Paris redéfinit le tracé de la frontière franco-italienne, notamment dans le secteur d'Isola. Cette rectification intègre à la France et donc au territoire de la commune d'Isola, vers l'est, à partir de la Cime de Colle Longue (2 759 m), la totalité du bassin hydrographique du vallon de Chastillon de sa partie aval (nommée « torrent de la Guercha ou Guerchia » pour des raisons historiques) jusqu'au col de la Lombarde (2 350 m) et au mont Malinvern (2 938 m) et, vers le sud-est, la totalité de l'espace compris entre le mont Saint-Sauveur (2 711 m) et la rive est (gauche) de la Tinée de sa confluence avec le torrent de la Guercha (ou Guerchia) au nord à celle avec le Riou Chaunis au sud.

## Politique et administration
| Période      | Période      | Identité          | Étiquette | Qualité       |
| ------------ | ------------ | ----------------- | --------- | ------------- |
| mars 1861    | octobre 1861 | Baptiste Bovas    |           |               |
| octobre 1861 | mai 1871     | Marcellin Matton  |           |               |
| mai 1871     |              | Antoine Colombon  |           |               |
| janvier 1878 | août 1893    | Joseph Agnelli    |           |               |
| août 1893    | avril 1894   | Antoine Colombon  |           |               |
| avril 1894   | mai 1900     | Pierre Giubert    |           |               |
| mai 1900     | avril 1904   | Pierre Melan      |           |               |
| avril 1904   | mai 1905     | Désiré Agnelli    |           |               |
| mai 1905     | janvier 1910 | Joseph Garin      |           |               |
| janvier 1910 | mai 1912     | Valérien Colombon |           |               |
| mai 1912     | mai 1925     | Théodore Musso    |           |               |
| mai 1925     | mai 1929     | Pierre Mallet     |           |               |
| mai 1929     | mai 1935     | Augustin Fabre    |           |               |
| mai 1935     | février 1946 | Calixte Ciamin    |           |               |
| février 1946 | octobre 1947 | Pierre Gibert     |           |               |
| octobre 1947 | 1968         | Jean Gaïssa       |           |               |
| 1968         | juin 1995    | Charles Rami      |           |               |
| juin 1995    | mars 2008    | Jean-Yves Rami    |           |               |
| mars 2008    | mars 2020    | Jean-Marie Bogini | UMP-LR    | Fonctionnaire |
| mars 2020    | En cours     | Mylène Agnelli    | SE        | Fonctionnaire |

### Budget et fiscalité 2019

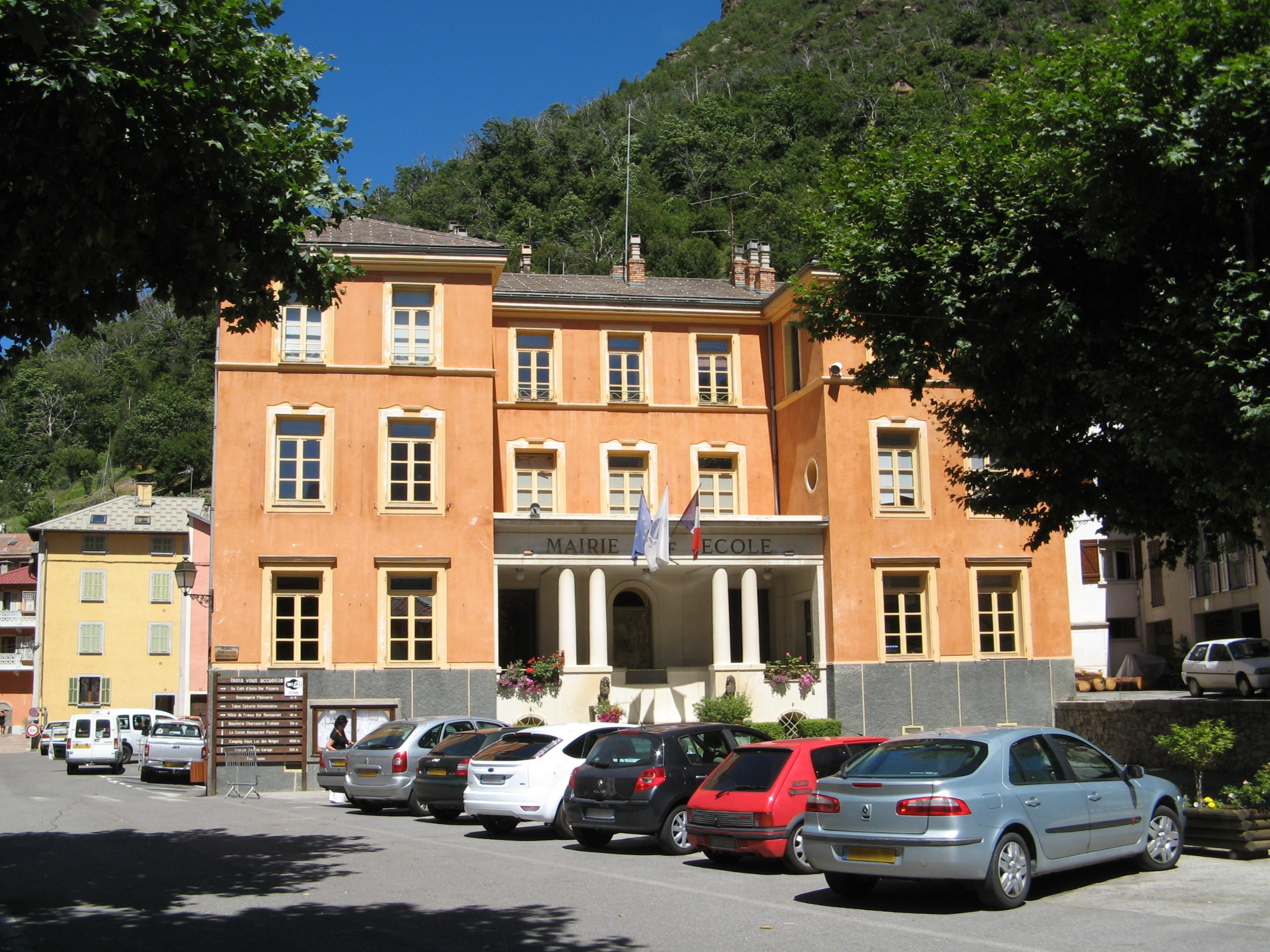
La mairie.

En 2019, le budget de la commune était constitué ainsi :
- total des produits de fonctionnement : 5 062 000 €, soit 7 242 € par habitant ;
- total des charges de fonctionnement : 4 588 000 €, soit 6 563 € par habitant ;
- total des ressources d'investissement : 2 543 000 €, soit 3 638 € par habitant ;
- total des emplois d'investissement : 2 071 000 €, soit 2 963 € par habitant ;
- endettement : 2 421 000 €, soit 3 464 € par habitant.

Avec les taux de fiscalité suivants :
- taxe d'habitation : 12,88 % ;
- taxe foncière sur les propriétés bâties : 12,67 % ;
- taxe foncière sur les propriétés non bâties : 20,00 % ;
- taxe additionnelle à la taxe foncière sur les propriétés non bâties : 0,00 % ;
- cotisation foncière des entreprises : 0,00 %.

Chiffres clés Revenus et pauvreté des ménages en 2017 : médiane en 2017 du revenu disponible, par unité de consommation : 20 720 €.

### Intercommunalité
Commune membre de la Métropole Nice Côte d'Azur.

## Urbanisme
La commune est intégrée dans le plan local d'urbanisme métropolitain approuvé le 25 octobre 2019.

### Typologie
Au 1er janvier 2024, Isola est catégorisée commune rurale à habitat dispersé, selon la nouvelle grille communale de densité à 7 niveaux définie par l'Insee en 2022.
Elle est située hors unité urbaine et hors attraction des villes,.

### Occupation des sols simplifiée
L'occupation des sols de la commune, telle qu'elle ressort de la base de données européenne d’occupation biophysique des sols Corine Land Cover (CLC), est marquée par l'importance des forêts et milieux semi-naturels (99,3 % en 2018), une proportion identique à celle de 1990 (99,3 %). La répartition détaillée en 2018 est la suivante : 
forêts (45,9 %), espaces ouverts, sans ou avec peu de végétation (27,2 %), milieux à végétation arbustive et/ou herbacée (26,2 %), zones agricoles hétérogènes (0,4 %), zones urbanisées (0,3 %).
L'évolution de l’occupation des sols de la commune et de ses infrastructures peut être observée sur les différentes représentations cartographiques du territoire : la carte de Cassini (XVIIIe siècle), la carte d'état-major (1820-1866) et les cartes ou photos aériennes de l'IGN pour la période actuelle (1950 à aujourd'hui).

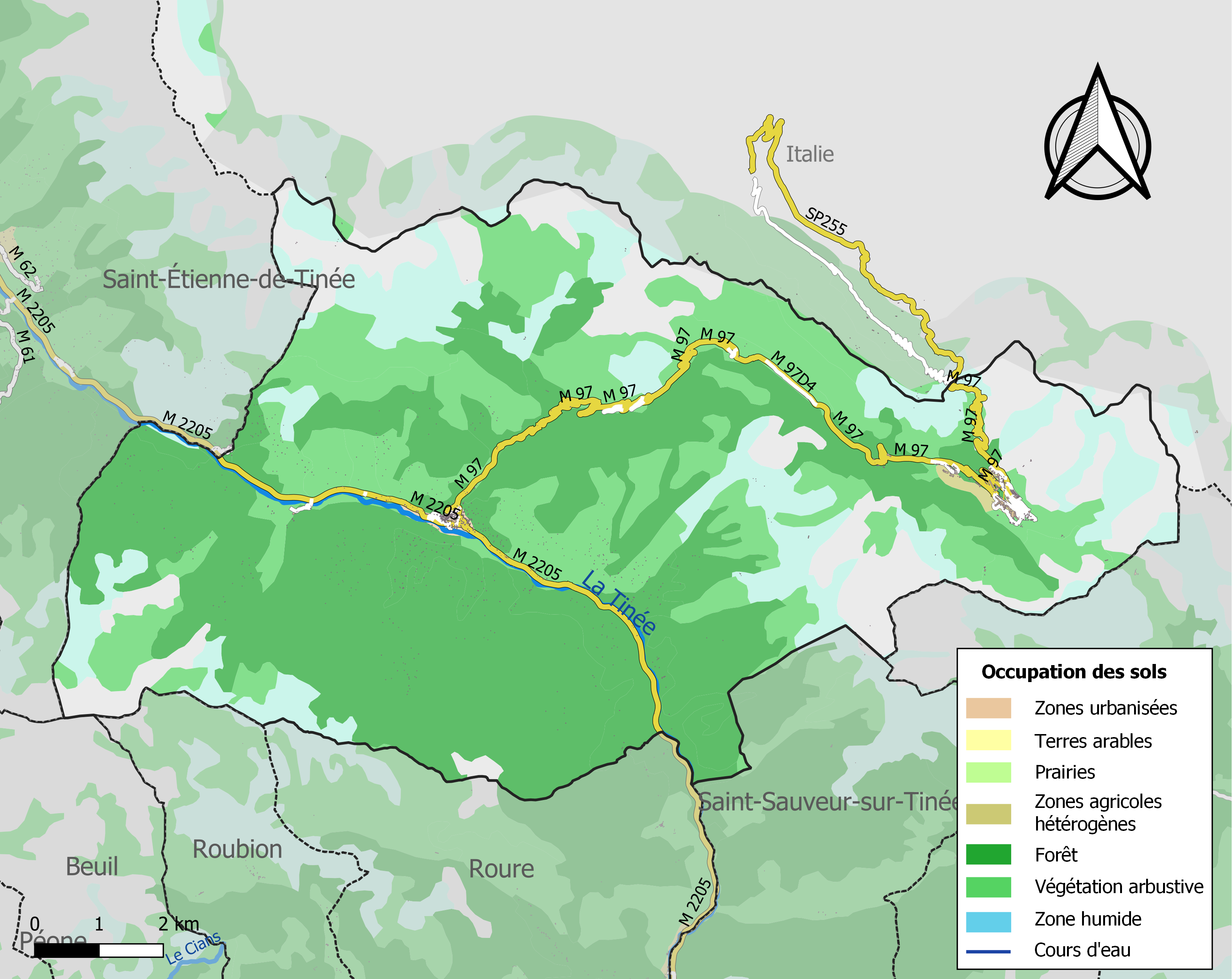
Carte de l'occupation des sols de la commune en 2018 (CLC).

### Occupation des sols détaillée
Le tableau ci-dessous présente l'occupation des sols de la commune en 2018, telle qu'elle ressort de la base de données européenne d’occupation biophysique des sols Corine Land Cover (CLC).
| Type d’occupation                            | Pourcentage | Superficie (en hectares) |
| -------------------------------------------- | ----------- | ------------------------ |
| Tissu urbain discontinu                      | 0,3 %       | 30                       |
| Systèmes culturaux et parcellaires complexes | 0,3 %       | 34                       |
| Forêts de feuillus                           | 5,8 %       | 578                      |
| Forêts de conifères                          | 38,4 %      | 3826                     |
| Forêts mélangées                             | 1,7 %       | 171                      |
| Pelouses et pâturages naturels               | 12,5 %      | 1243                     |
| Landes et broussailles                       | 4,7 %       | 468                      |
| Forêt et végétation arbustive en mutation    | 9,0 %       | 901                      |
| Roches nues                                  | 13,1 %      | 1302                     |
| Végétation clairsemée                        | 14,1 %      | 1405                     |
| Source : Corine Land Cover                   |             |                          |

## Population et société

### Démographie

#### Évolution démographique
L'évolution du nombre d'habitants est connue à travers les recensements de la population effectués dans la commune depuis 1793. Pour les communes de moins de 10 000 habitants, une enquête de recensement portant sur toute la population est réalisée tous les cinq ans, les populations de référence des années intermédiaires étant quant à elles estimées par interpolation ou extrapolation. Pour la commune, le premier recensement exhaustif entrant dans le cadre du nouveau dispositif a été réalisé en 2004.

En 2022, la commune comptait 652 habitants, en évolution de −6,46 % par rapport à 2016 (Alpes-Maritimes : +2,85 %, France hors Mayotte : +2,11 %).
| 1793 | 1800 | 1806 | 1822 | 1838  | 1848  | 1861  | 1866  | 1872  |
| ---- | ---- | ---- | ---- | ----- | ----- | ----- | ----- | ----- |
| 689  | 665  | 668  | 919  | 1 125 | 1 218 | 1 145 | 1 167 | 1 189 |

| 1876  | 1881  | 1886  | 1891  | 1896  | 1901  | 1906  | 1911  | 1921 |
| ----- | ----- | ----- | ----- | ----- | ----- | ----- | ----- | ---- |
| 1 123 | 1 133 | 1 089 | 1 076 | 1 050 | 1 041 | 1 044 | 1 045 | 916  |

| 1926 | 1931 | 1936 | 1946 | 1954 | 1962 | 1968 | 1975 | 1982 |
| ---- | ---- | ---- | ---- | ---- | ---- | ---- | ---- | ---- |
| 853  | 798  | 739  | 457  | 610  | 342  | 223  | 389  | 539  |

| 1990 | 1999 | 2004 | 2006 | 2009 | 2014 | 2019 | 2022 | - |
| ---- | ---- | ---- | ---- | ---- | ---- | ---- | ---- | - |
| 576  | 526  | 578  | 571  | 748  | 698  | 653  | 652  | - |

En 1900, la population d'Isola atteint son apogée, puis elle ne fera que décroître, du fait d'une forte émigration en direction de la zone littorale.

## Économie

### Entreprises et commerces

#### Agriculture
- Activités agricoles et élevage.
- Châtaigneraie.

#### Tourisme
- Complexe aquatique et de remise en forme Aquavallée.
- Isola 2000, station de sports d'hiver proche de la commune d'Isola dont elle dépend, avec ses hôtels, résidences de tourisme.

#### Commerces
- Commerces[48] et services de proximité[49].

## Culture locale et patrimoine

### Lieux et monuments

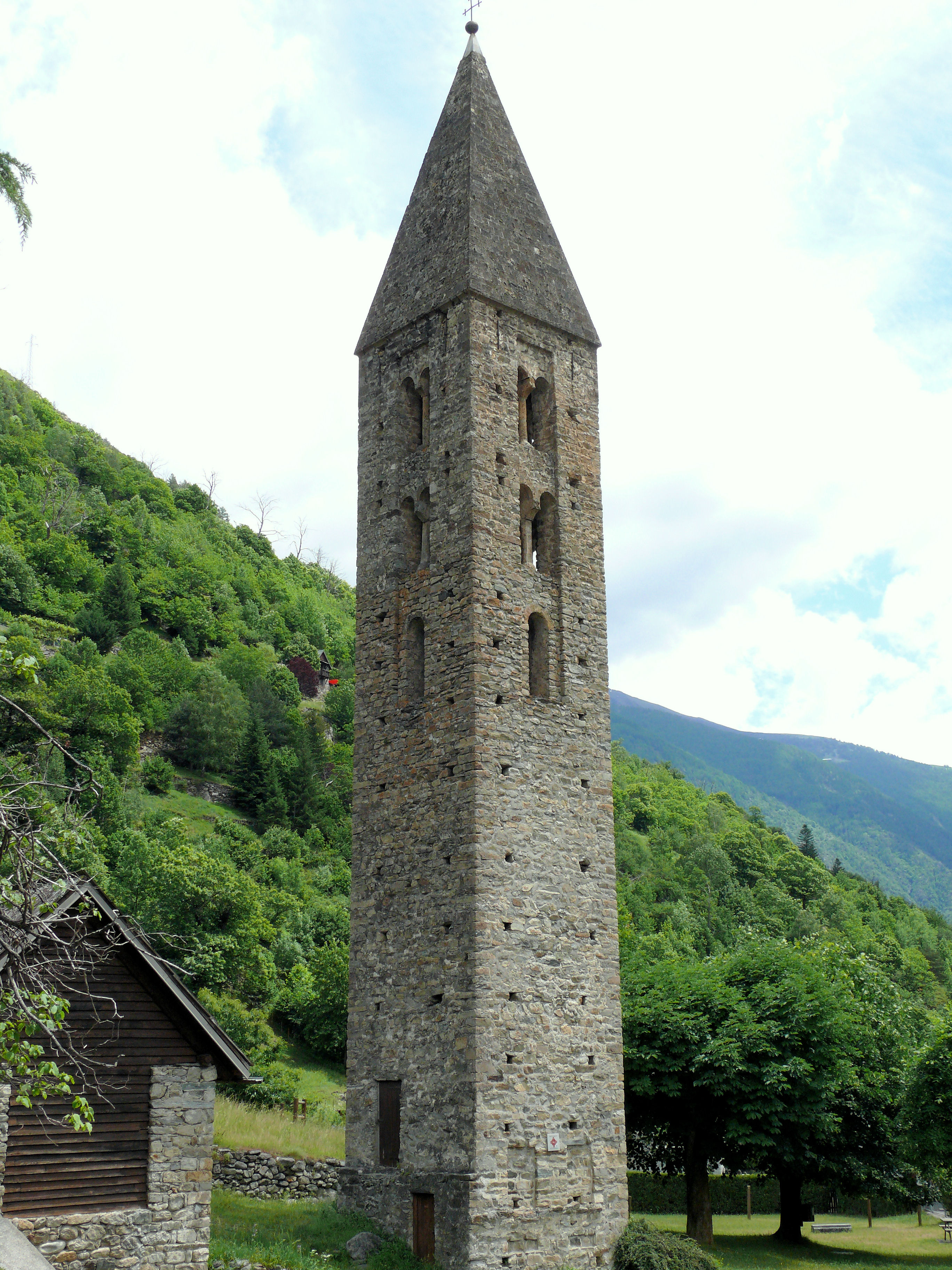
Le clocher roman[50].
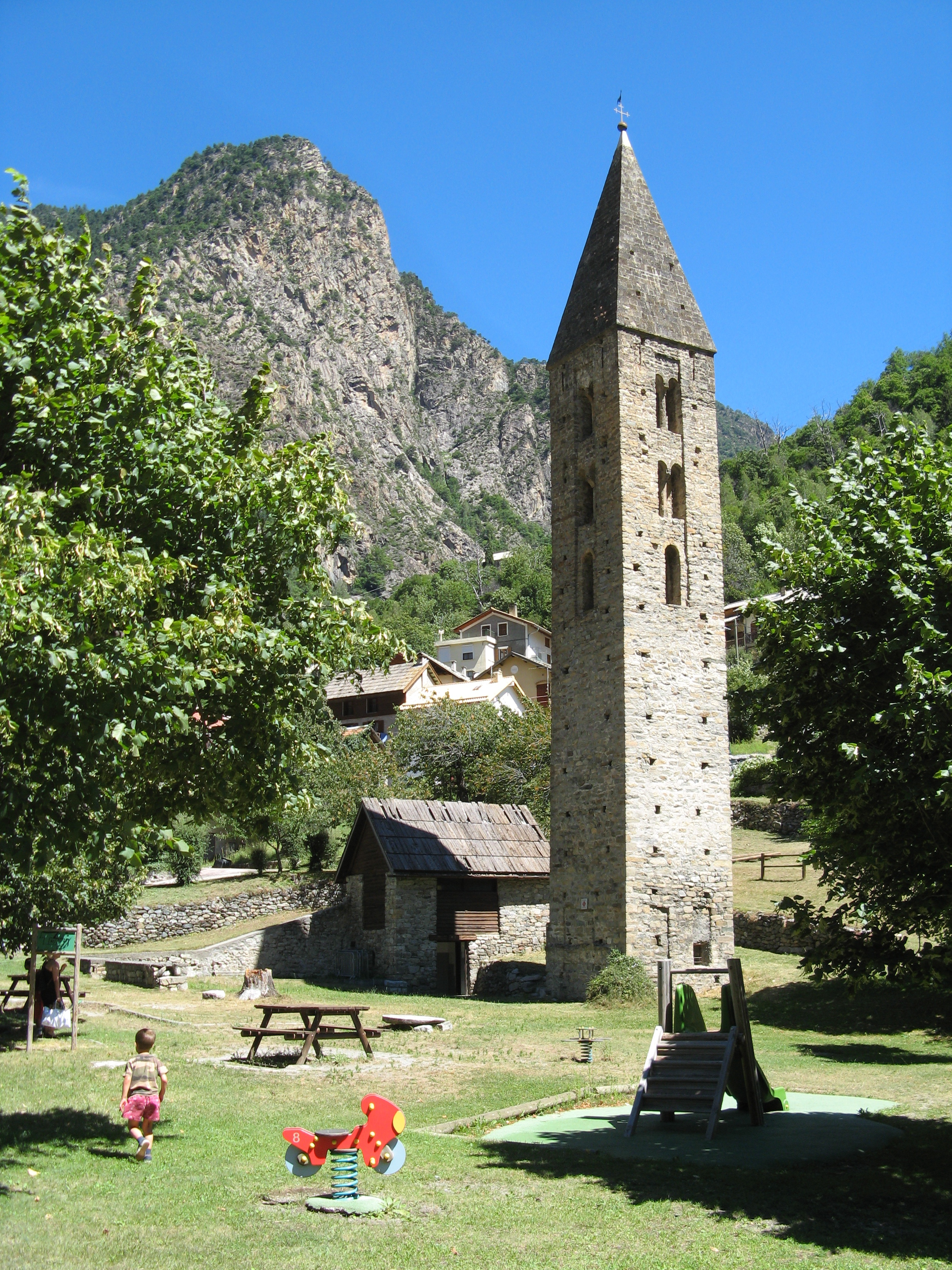
Le clocher roman.
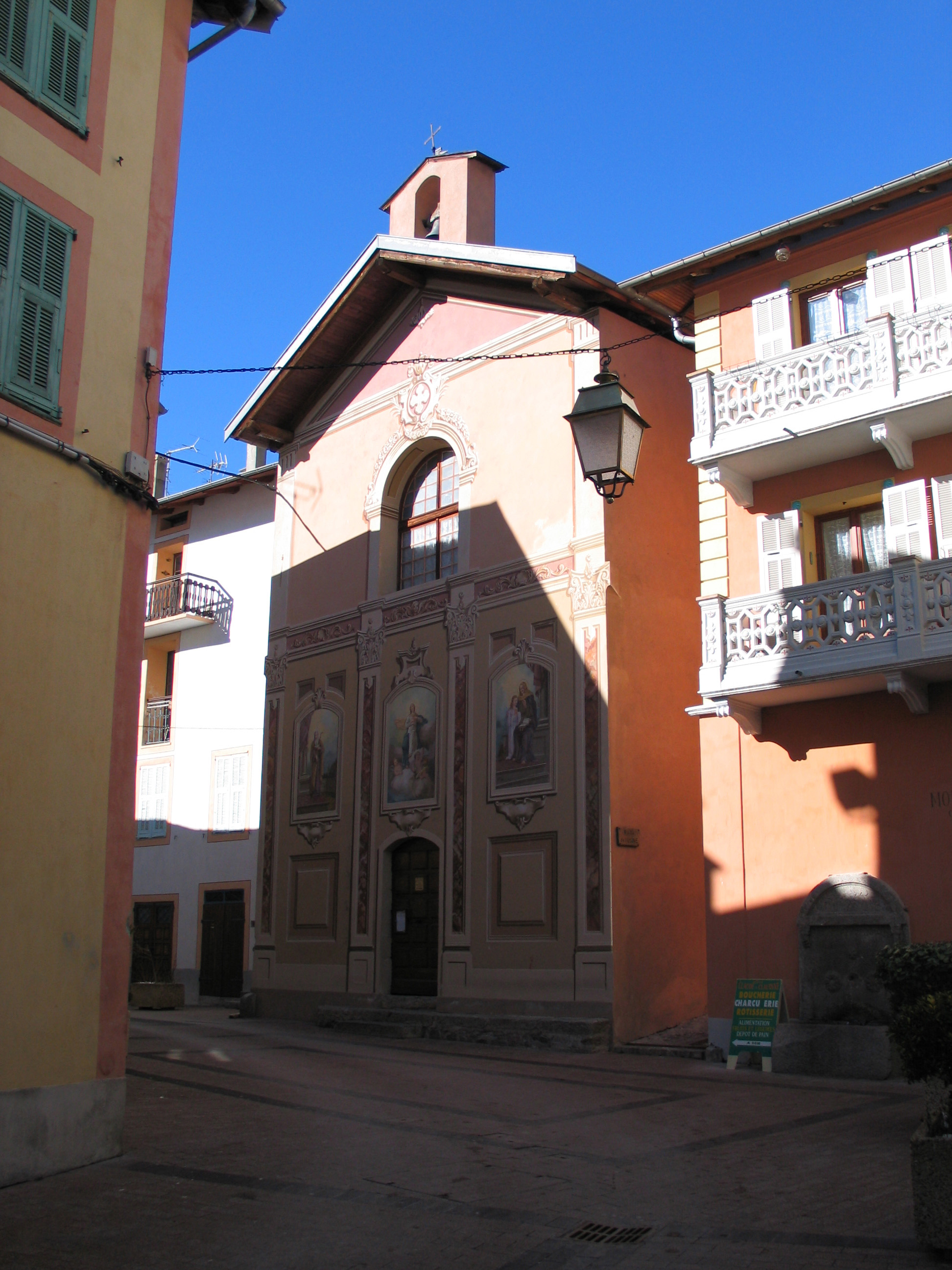
La chapelle Sainte-Anne.
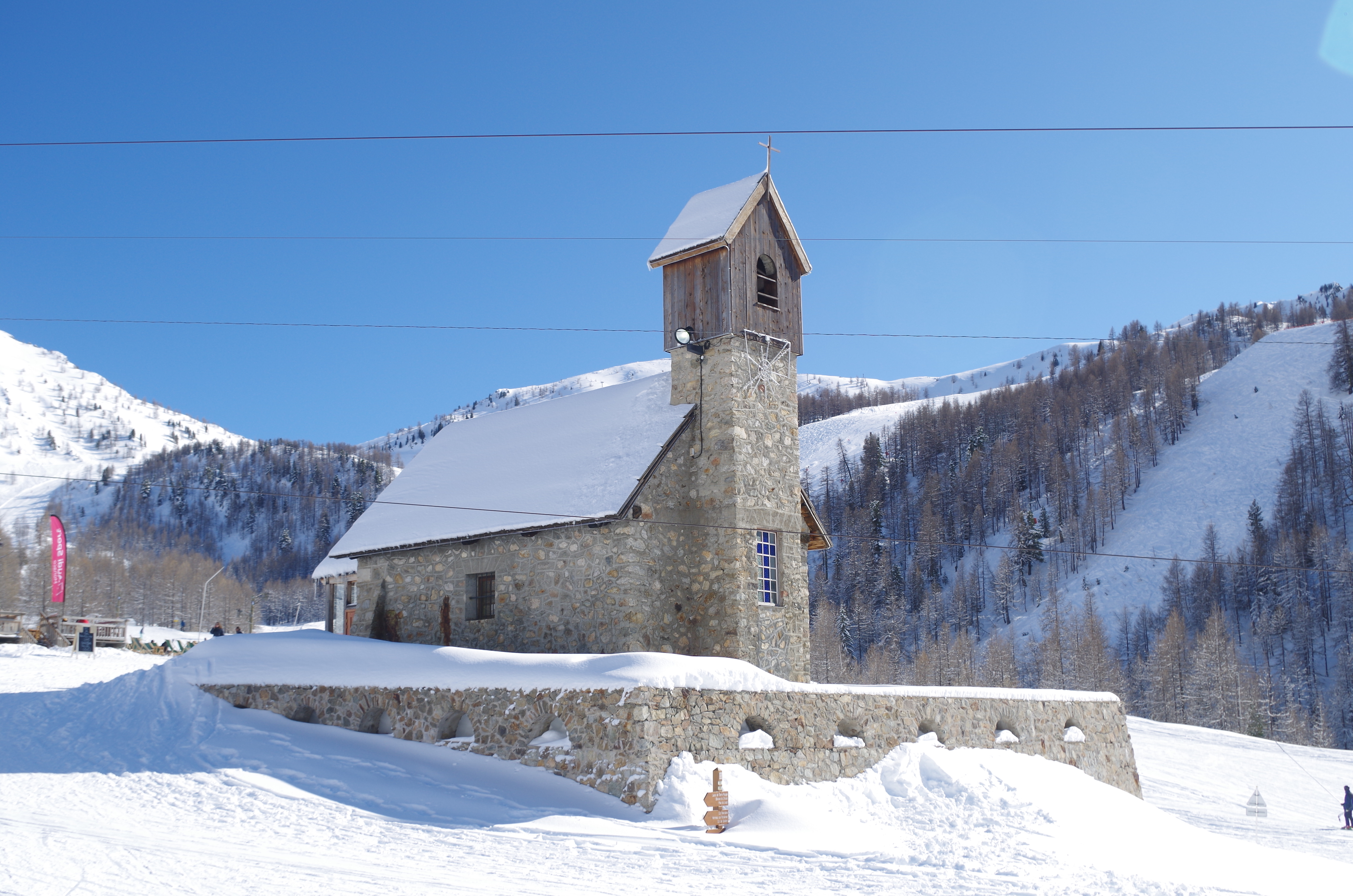
La chapelle Notre-Dame-de-Vie
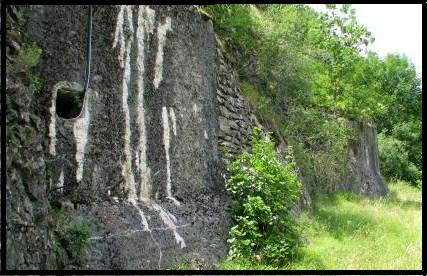
À Gratuse, ouvrage fortifié de la ligne Maginot alpine.
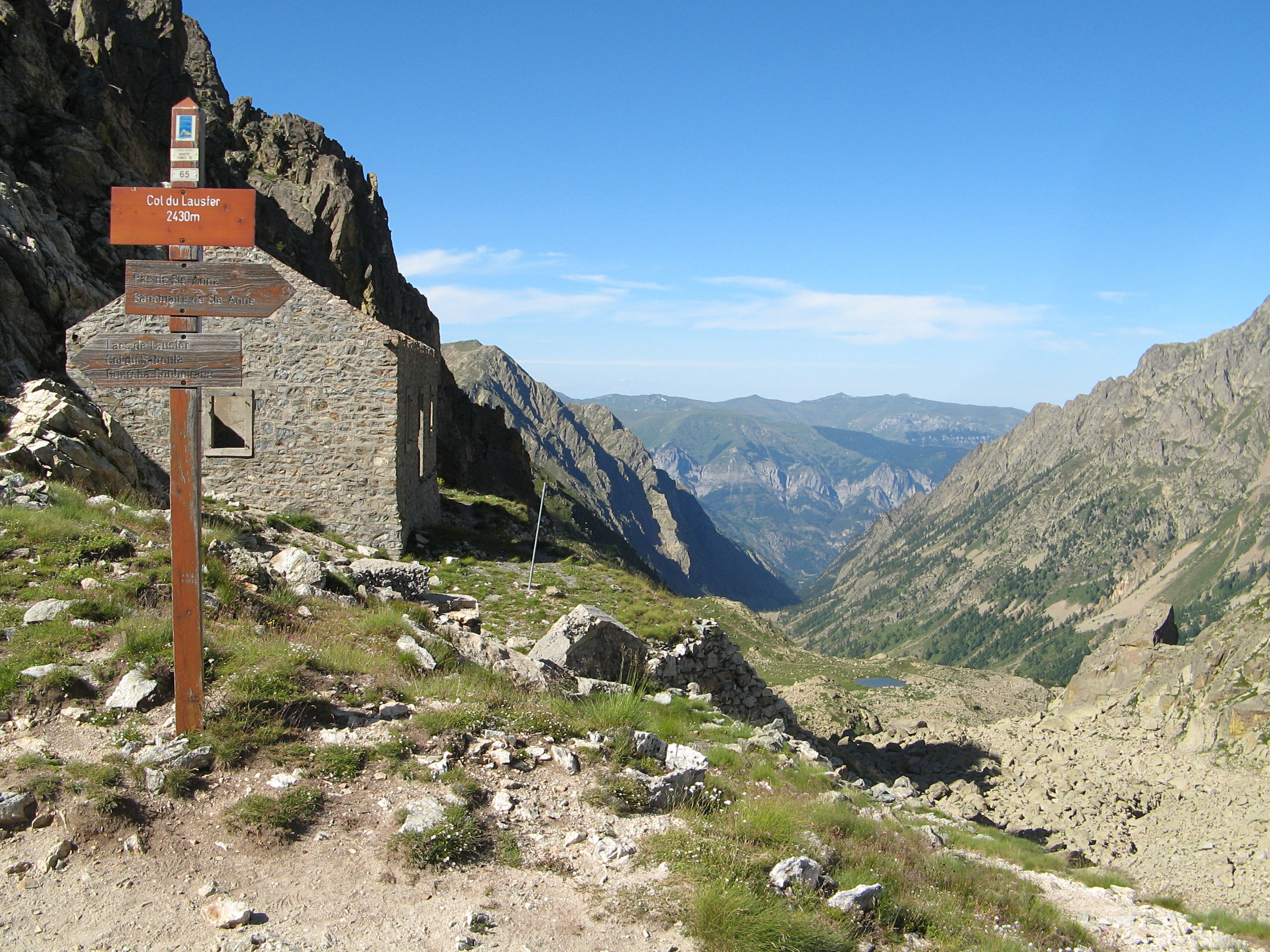
Col du Lausfer (2 430 m), à la frontière franco-italienne.

Patrimoine religieux :
- Le clocher[51] roman du XIIe siècle est un vestige de l’ancienne église Saint-Pierre, aujourd’hui disparue. Il est classé monument historique par arrêté du 15 janvier 1908[52],[53].
- L'église paroissiale baroque de Saint-Pierre[54] est érigée en 1682[55] et les deux panneaux peints  par Francesco Brea (parfois francisé en François Bréa).
- La chapelle Sainte-Anne[56] datée de 1465 appartenant aux pénitents blancs[57].
- La chapelle Saint-Roch[58] est construite au XVIe siècle pour conjurer une épidémie de peste[59].
- La chapelle Notre Dame de Vie[60].
- La chapelle Sainte Eurosie Sclarivons[61].
- Maison Gibert[62], inscrite au titre des monuments historiques en 1942[63].
- Monument aux morts[64].

Autres patrimoines :
- À Gratuse, sur la rive droite de la Tinée face au village, l'ouvrage fortifié de la ligne Maginot alpine[65]. Ouvrage d'avant-poste camouflé et à créneaux pour mitrailleuses qui a participé à repousser les attaques italiennes sur Isola du 10 au 25 juin 1940[66].
- Beffroi[67].
- L’écomusée avec la laiterie, les habitations et les outils d’autrefois.
- La tour pigeonnier[68].
- Le moulin à grain.
- Le Four communal[69].
- Les lavoirs communaux.
- Maison Gibert[70].

### Jumelages
- Castiglione di Garfagnana (Italie) depuis 2010

### Héraldique
| Blason de Isola | Blason  | D'azur à la bande ondée d'argent, accompagnée en chef de deux clefs d'or passées en sautoir et en pointe de trois châtaignes du même ordonnées en bande (mal ordonnées). Devise / CriLibertas 1702 fidelitas. |
| Blason de Isola | Détails | Le statut officiel du blason reste à déterminer. |

### Autre
- Isola Gray, 1873 est un synonyme du genre de tortue Nilssonia Gray, 1872.

## Personnalités liées à la commune
- Joan Francés Fulcònis : mathématicien auteur de la Cisterna Fuconicra, un traité d'arithmétique appliqué au commerce écrit en occitan-niçois, publié à Lyon en 1562.
- Pierre Olivier (1904-1945), résistant français, Compagnon de la Libération.